# Cutie Street
Cutie Street (jap. キューティーストリート zapis stylizowany CUTIE STREET) – ośmioosobowa japońska grupa idolek, powstała w 2024 roku z projektu ASOBISYSTEM „KAWAII LAB.”, który promuje kulturę japońskich idolek na całym świecie.

## Historia

### Przed debiutem
Risa Furusawa i Kana Itakura przed dołączeniem do CUTIE STREET były modelkami, Aika Sano była aktorką, Ayano Masuda i Miyu Umeda były członkiniami A♡Z i Lapilaz, Emiru Kawamoto była członkinią amorecarina tokyo i jego podjednostki Amorecarina Cute, TokyoCuteCute i HO6LA, a Haruka Sakuraba była uczestniczką Produce 101 Japan The Girls.

### Od 2024: Debiut i dalszy przebieg kariery
Ich powstanie ogłoszono 23 lipca 2024 roku, a 30 lipca ujawniono osiem członkiń i ogłoszono nazwę grupy. Grupa zadebiutowała 4 sierpnia 2024 roku na corocznym wydarzeniu TIF.
CUTIE STREET wydały swój debiutancki singel CD „Kawaii Dake ja Dame Desu ka?” 13 listopada 2024 roku.

## Członkinie
| Imię i nazwisko | Imię i nazwisko | Data urodzenia    | Miejsce urodzenia   | Narodowość | Reprezentatywny kolor | Uwagi | Przy.                       |
| Risa Furusawa   | 古澤 里紗       | 8 listopada 2000  | prefektura Kumamoto | Japonia    | cytrynowy krem        | Jest także modelką i influencerką | [ 6 ]                       |
| Aika Sano       | 佐野 愛花       | 26 listopada 2000 | Tokio               | Japonia    | czerwony              | Jest także aktorką | [ 7 ]                       |
| Kana Itakura    | 板倉 可奈       | 11 listopada 2001 | prefektura Chiba    | Japonia    | miętowo-zielony       | Jest także modelką | [ 2 ]                       |
| Ayano Masuda    | 増田 彩乃       | 26 maja 2003      | prefektura Aichi    | Japonia    | niebieski             | Była członkini A♡Z i Lapilaz pod pseudonimem Ayano (あやの) | [ 8 ] [ 9 ]                 |
| Emiru Kawamoto  | 川本 笑瑠       | 22 kwietnia 2002  | prefektura Kanagawa | Japonia    | pomarańczowy          | Była członkini amorecarina tokyo pod pseudonimem Emiru Kanemoto, TokyoCuteCute pod pseudonimem Emiru Kamimura (上村笑瑠), HO6LA pod pseudonimem Emiru (笑瑠) i KAWAII LAB. MATES | [ 10 ] [ 11 ] [ 12 ] [ 13 ] |
| Miyu Umeda      | 梅田 みゆ       | 13 września 2004  | prefektura Kumamoto | Japonia    | jasnoniebieski        | Była członkini Lapilaz pod pseudonimem Miyu (みゆ) i KAWAII LAB. MATES | [ 9 ] [ 14 ]                |
| Nagisa Manabe   | 真鍋 凪咲       | 28 czerwca 2004   | prefektura Kanagawa | Japonia    | fioletowy             | Była członkini KAWAII LAB. MATES | [ 15 ]                      |
| Haruka Sakuraba | 桜庭 遥花       | 29 stycznia 2006  | Hokkaido            | Japonia    | różowy                | Stażystka „Produce 101 Japan The Girls” (ostatecznie zajęła 19. miejsce w rankingu)                                                                                              | [ 16 ]                      |

## Dyskografia

### Singel
| # | Data wydania      | Tytuł                                                       | Uwagi |
| 1 | 13 listopada 2024 | かわいいだけじゃだめですか？ (Kawaii Dake ja Dame Desu ka?) | Numer katalogowy: * Edycja limitowana (pierwsze wydanie) – KLC-90001 * Cutie Street (wydanie CD) – KLC-90002 * Edycja zwykła – KLC-90003 |

### Cyfrowy singel
| # | Data wydania         | Tytuł                                                       | Utwory                                                                         | Uwagi |
| 1 | 9 września 2024      | かわいいだけじゃだめですか？ (Kawaii Dake ja Dame Desu ka?) | 1. かわいいだけじゃだめですか？ 2. かわいいだけじゃだめですか？ (instrumental) |       |
| 2 | 21 października 2024 | ハロハロミライ (Hello Hello Mirai)                          | 1. ハロハロミライ                                                              |       |

## Wideografia

### Teledyski
| Tytuł | Rok | Reżyser | Przy. |                                                               |      |             |        |
| ----- | --- | ------- | ----- | ------------------------------------------------------------- | ---- | ----------- | ------ |
| Tytuł | Rok | Reżyser | Przy. | „かわいいだけじゃだめですか？” (Kawaii Dake ja Dame Desu ka?) | 2024 | Kana Eguchi | [ 17 ] |